# Garber (Oklahoma)
Garber è una città degli Stati Uniti, situata nello Stato dell'Oklahoma, nella Contea di Garfield.

## Storia
La famiglia Garber partecipò alla corsa alla terra del 1893, occupando 160 acri (0,65 km²) di terreni che diventeranno la città di Garber. Nei campi circostanti si cominciò la coltivazione di grano ed ortaggi e l'allevamento. Molti residenti provenivano dalla Boemia o erano di origine tedesca. Nel 1899 i fratelli Milton C. and Burton A. Garber acquistarono altri 160 acri (0,65 km²) di terreno vicino alla linea ferroviaria della Enid & Tonkawa Railway che correva da Enid a Billings. Nell'ottobre del 1899, la Garber Town Company, di proprietà dei fratelli Garber, registrò la prima mappa catastale della cittadina.
Il petrolio contribuì a dare un significativo sviluppo alla vita della città. Nelle vicinanze le trivellazioni della Garber Oil and Gas Company (di cui Burton A. Garber era comproprietario) cominciarono verso il 1904-05. Il Garber Field, uno dei più importanti campi petroliferi della regione, fu aperto nel 1916 e il pozzo di Hoy arrivò a produrre 200 barili di greggio al giorno. Nel 1920 la popolazione raggiunse i 2 200 abitanti. 
L'industria petrolifera fece prosperare la città creando occupazione per i residenti della zona anche se molti di loro si occupavano ancora di agricoltura ed allevamento.
Il picco di popolazione registrato nel 1920 calò lentamente durante il mezzo secolo successivo. I residenti erano 1 086 nel 1940 scendendo a 905 nel 1960 per risalire a 1011 nel 1970, grazie allo sfruttamento del petrolio. Il censimento del 2000 contò 845 abitanti e 822 nel 2010.